# Lencouacq
Lencouacq é uma comuna francesa na região administrativa da Nova Aquitânia, no departamento Landes. Estende-se por uma área de 87,8 km². Em 2010 a comuna tinha 383 habitantes (densidade: 4,4 hab./km²).